# Команда «Голубой Кондор»
Операция «Команда „Голубой Кондор“» (исп. Comando Cóndor Azul) — кодовое название попытки военного переворота в Аргентине 18 декабря 1975 года. Отразила недовольство и раздражение военных нарастанием хаоса и недееспособностью правительства Исабель Перон. Подавлена лояльными вооружёнными силами, однако стала своеобразной «репетицией» успешного государственного переворота 24 марта 1976.

## Кризис и подготовка к перевороту
В середине 1970-х, после смерти президента Перона, Аргентина пребывала в состоянии глубокого социально-экономического и политического кризиса. Правительство Исабель Перон теряло контроль над ситуацией. В стране разгоралась гражданская война между ультраправым ААА и ультралевыми «монтонерос». Государственная власть была фактически узурпирована группировкой во главе с политическим авантюристом Хосе Лопесом Регой. Однако крайне правый курс, принятый Перон, не уберёг её от недовольства военных кругов, хотя те также придерживались правых позиций.
Генералитет и офицерский корпус вооружённых сил присматривались к опыту соседних Чили и Уругвая, где в 1973 году установились правоавторитарные военные диктатуры. К концу 1975 года военное командование в принципе уже сделало ставку на смену режима. Генерал Хорхе Рафаэль Видела (командующий сухопутными войсками) и адмирал Эмилио Эдуардо Массера (командующий ВМФ) готовы были на переворот. Генерал Эктор Луис Фаутарио (командующий ВВС) ещё колебался, придерживаясь конституционной законности, но всё более склонялся к тому же.
Государственный переворот в Аргентине стал вопросом времени. Однако события упредили праворадикальные офицеры ВВС.

## Путч и подавление

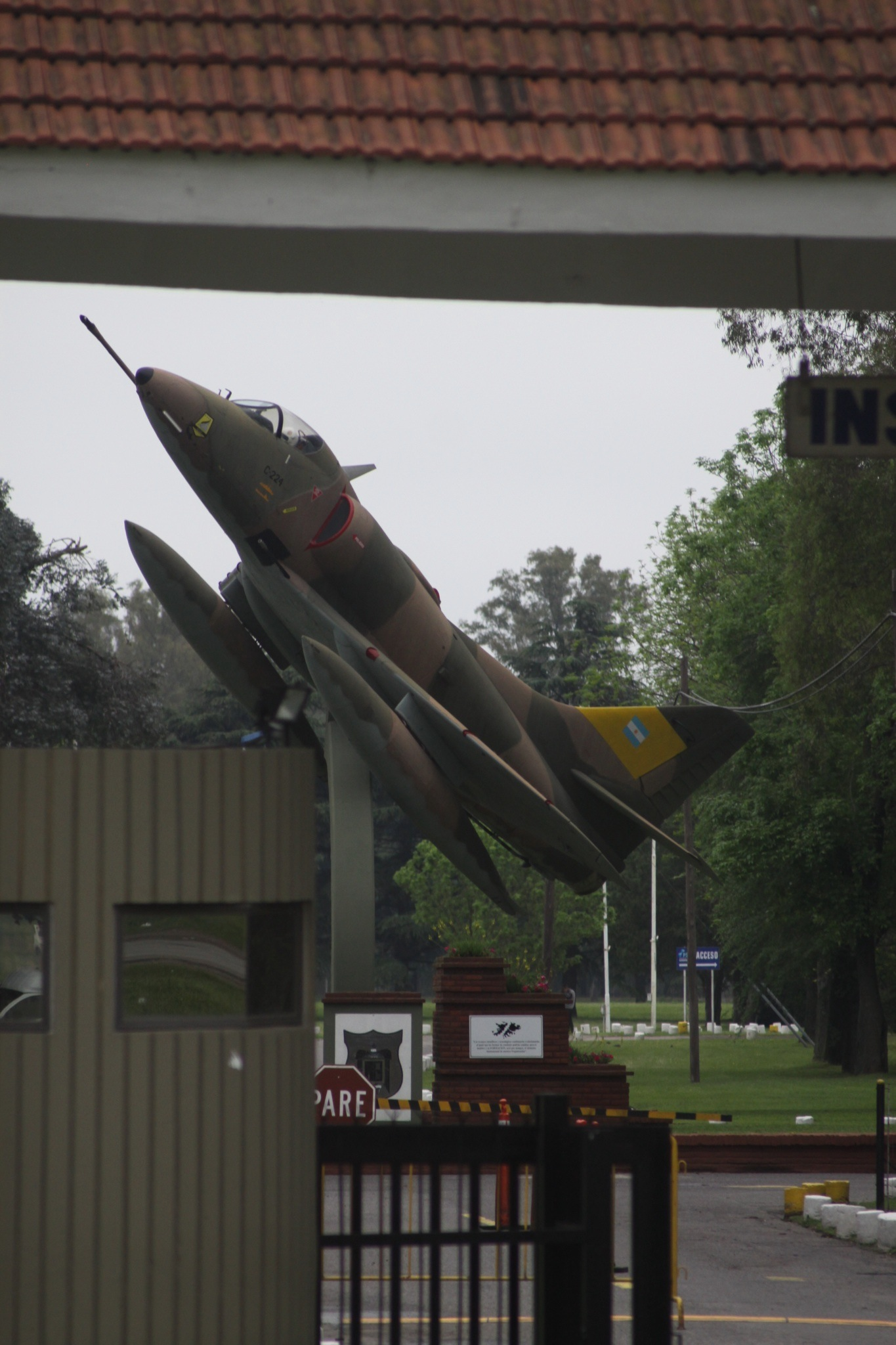
Аргентинские «Скайхоки» топили не только британские «Ковентри» и «Амазоны».

17 декабря 1975 группа офицеров ВВС во главе с бригадиром Хесусом Орландо Каппельини провела совещание на базе 7-й авиационной бригады в Мороне. Было принято решение о выступлении в расчёте на поддержку Виделы. Операция получила название Comando Cóndor Azul — Команда Голубой Кондор.
18 декабря 1975 в 7:30 по местному времени Каппельини и его сообщники начали мятеж с ареста генерала Фаутарио. Были захвачены авиабаза и радиостанция. В своём выступлении Каппельини призвал генерала Виделу возглавить новое «националистическое, революционное, антикоммунистическое, христианское правительство».
Некоторые мотивы этой декларации — антикоммунизм, революционный национализм — совпадали с ультраправыми позициями аргентинского Triple A и чилийской PyL. Однако акценты на военное правление и апелляция к католическим ценностям сближали путчистов с более консервативной чилийской хунтой Пиночета.
Правительство ответило быстрыми контрмерами. В связи с арестом Фаутарио был издан приказ о назначении командующим ВВС генерала Орландо Рамона Агости. Генерал Видела считал путч преждевременным и неподготовленным. Он категорически отклонил предложение мятежников и вместе с Агости возглавил подавление «Голубого Кондора».
Эктору Фаутарио удалось освободиться из-под ареста. Ни одна из воинских частей не присоединилась к выступлению в Мороне. Отчаявшийся Каппельини пригрозил разбомбить президентский дворец. 22 декабря база путчистов была подвергнута обстрелу с самолётов A-4 «Скайхок» из лояльной правительству 8-й бригады ВВС, после чего мятежники сдались.
Военное командование во главе с Виделой предъявило ультиматум президенту Исабель Перон: в течение 90 дней восстановить порядок и управляемость. Этого не удалось, и 24 марта 1976 года был совершён «серьёзный» военный переворот во главе с Виделой. К власти пришла военная хунта «Национальной реорганизации», политика которой в основных чертах совпадала с установками Каппельини.

## Чилийская параллель
При всех кардинальных различиях Исабель де Перон и Сальвадора Альенде заметно структурное сходство аргентинского мятежа «Голубой Кондор» с чилийским «танкетасо».
В обоих случаях произошло политически мотивированное антиправительственное выступление одной воинской части на фоне общей дестабилизации. Оба раза акция была подавлена армейским командованием из-за преждевременности и несогласованности. Руководители подавления — Видела и Пиночет — вскоре осуществили собственные перевороты, причём в примерно идентичные сроки (около трёх месяцев). Наконец, лидеры неудавшихся путчей — чилиец Супер и аргентинец Каппельини — нашли себе место на военной службе после успешных переворотов.